# Trigger warning
A trigger warning szókapcsolat tartalmi figyelmeztetésként szolgál. Arról értesít, hogy az utána következő írott, audiovizuális vagy más, egyéb formátumú média produktum felkavaró hatást gyakorolhat egyes emberek pszichés egészsége számára. A különböző tartalmakra vonatkozó figyelmeztetések az 1960-as években jelentek meg először, amikor a társadalom kulturális szinten megértette és elfogadta a PTSD jelenségét. A poszttraumás stressz zavarral (PTSD) küzdőknek találták ki intő jelzésként, hiszen ők a különböző látott tartalmak hatására újra átélhetik a traumatikus élményt. Napjainkban már szélesebb körben is használják.
A ,,trigger" szó bármilyen olyan dolgot jelenthet, ami az arra érzékeny emberből azonnali distresszt vált ki. Hogyha a személy tudja, hogy mi az, ami az ő esetében ilyen reakciót von maga után, akkor azt megpróbálhatja ugyanúgy elkerülni, mint valaki, aki a parlagfűre allergiás, ezért ügyel arra, hogy ne menjen annak a közelébe. Lehetséges azonban, hogy a trigger nem kapcsolódik szorosan a tényleges tapasztalathoz. Például az Öbölháború után egyes izraeliek a gyorsító motorkerékpár hangját triggernek érezték, melyet a háború alatt hallott szirénák hangjához kapcsoltak, noha a két hang közötti hasonlóság igencsak csekély. Ezért aztán feltételezhető, hogy a vizuális médiában megjelenő grafikus erőszak valósághű ábrázolása szenvedést okozhat a traumát átélt személyeknek televíziózás közben.
A triggerekről nem lehet listát alkotni, hiszen az végtelen lenne, ahány ember, annyiféle trigger létezhet. Trigger lehet egy hely, hang, textúra, egy szituáció, akár egy napszak vagy egy bizonyos dátum is.
A figyelmeztető triggerek mentális egészségre gyakorolt lehetséges hatásait még nem vizsgálták mélyrehatóan. Richard McNally, a Harvard Egyetem pszichológia szakának professzora fellépett a figyelmeztető triggerek széleskörű elterjedése ellen, ugyanis szerinte „A figyelmeztető triggerek arra szolgálnak, hogy segítsenek a túlélőknek elkerülni a trauma emlékeztetőit, ezáltal megakadályozva az érzelmi diszkomfortot, ugyanakkor ezek elkerülése csak megerősíti a PTSD-t. Ellenkező esetben, a triggereknek való folyamatos kitettség és az általuk keltett emlékek előidézése a leghatásosabb eszköz a rendellenesség leküzdéséhez.” Hasonlóképpen Metin Basoglu, a trauma kutatására szakosodott pszichiáter azt mondta, hogy „ahelyett, hogy erősítenénk az elkerülés kultúráját, a [médiának] ösztönöznie kellene az expozíciót. A legtöbb traumás áldozat elkerüli azokat a helyzeteket, amelyek emlékeztetik őket az élményre. Az elkerülés tehetetlenséget, a tehetetlenség pedig depressziót jelent. Ez nem jó.”
Manapság a fiatal generáció új értelmezést adott a trigger warning-nak, egy „mémet” formálva belőle, humoros vagy vicces tartalmat tulajdonítva neki, így gyakran Instagram, Twitter és Facebook profilokon is találkozhatunk a jelzéssel. Ezek mellett persze komolyabb platformokon is előfordulnak a figyelmeztetések, például az étkezési rendellenességekkel, vagy politikával foglalkozó cikkek, videók előtt.